# Havaika gillespieae
Havaika gillespieae is een spinnensoort uit de familie springspinnen (Salticidae). De soort komt voor in Hawaï.